# Jaroslav Burgr
Jaroslav Burgr (Velké Přítočno, 1906. március 7. – 1986. szeptember 15.) világbajnoki ezüstérmes csehszlovák válogatott labdarúgó.
A csehszlovák válogatott tagjaként részt vett az 1934-es és az 1938-as világbajnokságon.

## Sikerei, díjai

### Játékosként
Sparta Praha
- Csehszlovák bajnok (7): 1926–27, 1931–32, 1935–36, 1937–38, 1938–39, 1943–44, 1945–46
- Közép-európai kupa győztes (2): 1927, 1935

Csehszlovákia
- Világbajnoki döntős (1): 1934